# Чародєєв Олександр Васильович
Чародєєв Олександр Васильович (народ. 24 серпня 1955, Чулковка, Пролетарського району Донецька) — український політик, голова Політичної партії «Зубр» (згодом — «Світло зі Сходу»)

## Життєпис
Народився 24 серпня 1955 року, село Чулковка, Пролетарського району Донецькаої області.

### Освіта
1972—1977 рр. — навчання у Донецькому політехнічному інституті, гірничий інженер.
1992—1998 рр. -закінчив Київський університет імені Т.Шевченка, юридичний факультет, «Правознавство»

### Кар'єра
- 1977 рік — гірничий майстер, шахта «Восточная» ВО «Донецьквугілля», м. Донецьк.
- 1978—1990 рр.- помічник начальника дільниці, гірничий майстер, начальник зміни, заступник головного інженера, секретар парткому, шахта імені 60-річчя Радянської України ВО «Донецьквугілля», м. Донецьк.

### Політична кар'єра
Народний депутат України 12(1) скликання березень 1990 року (2-й тур) до квітня1994 року.
Пролетарський виборчий округ N 116, Донецька область.
Член Комісії у закордонних справах червень1990 року. На час виборів: шахта імені 60-річчя Радянської України ВО «Донецьквугілля», секретар парткому.
Народний депутат України 3 скликання березень1998 року від ПСПУ, N 3 в списку. На час виборів: тимчасово не працював (місто Київ)
Уповноважений представник фракції ПСПУ травень 1998 — лютий 2000 рр, позафракційний лютий — вересень 2000 рр.
Член Комітету у закордонних справах і зв'язках з СНД липень 1998 рр.
Уповноважений представник фракції «Яблуко» вересень 2000 рр.
Член Комітету у закордонних справах, керівник робочої групи з питань Чорноморсько-Середземноморського співробітництва.
Член КПРС 1980—1990 рр. входив до демократичного опозиційного блоку «Донецький союз виборців». 1989 році— учасник Всесоюзної установчої конференції «Комуністи за створення демократичної платформи в КПРС», місто Москва. Нині член партії «Світло зі Сходу».
Як віце-президент Парламентської асамблеї Чорноморського економічного співробітництва був спостерігачем у складі української делегації на виборах Президента Білорусі в 2001 році, на виборах парламенту Білорусі в жовтні 2000 року.

## Особисте життя
Одружений, має дочку та сина.
Захоплення — збирання книжок з історії.

## Нагороди
- Орден «За заслуги» III ст. (08.1998)[3].